# Canthon quadripunctatus
Canthon quadripunctatus е вид бръмбар от семейство Листороги бръмбари (Scarabaeidae). Видът е уязвим и сериозно застрашен от изчезване.

## Разпространение
Разпространен е в Бразилия (Минас Жерайс, Парана, Рио Гранди до Сул, Санта Катарина и Сао Пауло) и Уругвай.